# Guy Laliberté
Guy Laliberté (Quebec, 2 de septiembre de 1959) es un empresario, filántropo, jugador de póquer, turista espacial y director ejecutivo francocanadiense. Es el fundador y director ejecutivo del Cirque du Soleil. Comenzó como acordeonista, caminador sobre zancos y traga-fuegos. En el 2006, teniendo del 95% de las acciones del Cirque Du Soleil, fue nombrado el Empresario Ernst & Young del año.

## Biografía

### Primeros años
Laliberté nació en una familia de clase media en la Ciudad de Quebec, Canadá, en 1959. Es hijo de una enfermera y de un ejecutivo de Relaciones Públicas de Alcan. A sus dieciséis años, decidió estudiar una carrera relacionada con las artes escénicas, tras haber producido varios eventos escolares. Después de graduarse, comenzó a tocar con un grupo de música folk llamado La Gueule du loup, donde tocaba el acordeón y la armónica. Este trabajó lo introdujo a las presentaciones callejeras.
Después de dejar la universidad, Laliberté se fue de tour a Europa en calidad de músico folk y artista callejero, donde también aprendió el arte de tragar fuego. A su regreso a Quebec, en 1979, consiguió un trabajo en una planta hidroeléctrica el la Bahía James, pero fue despedido tan sólo tres días después, debido a una huelga de la empresa. Se apoyó en su seguro de desempleo y decidió no buscar otro empleo. En cambio, se unió al grupo de zanco-caminantes Les Échassiers de Baie-Saint-Paul, lidereado por Gilles Ste-Croix. Poco después, Laliberté y Ste-Croix, organizaron una feria de verano en Baie Saint Paul, Quebec, con la ayuda del futuro colega de Laliberté, Daniel Gauthier.
Este festival, llamado La Fête Foraine, se celebró por primera vez en julio de 1982 en varias partes de Quebec. El evento fue cancelado en su ciudad anfitriona poco después de comenzar, debido a quejas de algunos ciudadanos. Laliberté dirigió y produjo la feria por los siguientes años, logrando éxito financiero. 
Fue durante 1983 cuando el gobierno de Quebec le concedió 1.5 millones de dólares para que presentara una producción el año siguiente, como parte del 450° aniversario de la celebración del descubrimiento de Canadá por el explorador francés Jaques Cartier. Laliberté llamó a su creación Le Grand Tour du Cirque du Soleil. La celebración resultó ser un éxito económico. La primera gira del Cirque du Soleil reportó una utilidad de 40 mil dólares, lo que le permitió firmar contratos por 1.5 millones de dólares.
Hasta 1987, el Cirque du Soleil no había salido de Canadá. Entonces, decidió llevar su circo al Festival de Artes de Los Ángeles. El traslado agotó por completo los ahorros de la producción. De no haber sido exitosa la presentación, el circo no hubiera tenido el dinero suficiente para regresar a Quebec. Acerca de esto, Laliberté dice "aposté todo a esa noche. Si fallábamos, no habría dinero para regresar a casa".

## Vida personal

### Relaciones sentimentales
Laliberté ha estado sentimentalmente relacionado con la brasileña Rizia Moreira con quien tiene tres hijos, y con Claudia Barilla con quien tiene dos hijos.

### Vuelo espacial
Space Adventures anunció el 4 de junio de 2009 que Laliberté volaría a bordo de la nave Soyuz TMA-16 hacia la Estación Espacial Internacional, siendo el primer turista espacial canadiense y también el primer payaso espacial. Junto con los astronautas Jeffrey Williams y Maksim Surayev, Laliberté alcanzó órbita exitosamente el 30 de septiembre de 2009, a bordo de Soyuz TMA-16. Regresó a la tierra el 11 de octubre de 2009 a bordo de la nave Soyuz TMA-14.
El vuelo de Laliberté marca el tercer vuelo espacial de astronautas canadienses el mismo año, después de Robert Thirsk y Julie Payette. También es el tercer quebequés que viaja al espacio.

### Carrera de jugador de Poker
En abril de 2007, Laliberté finalizó en cuarto lugar del World Poker Tour 4° Temporada en el Hotel Bellagio de Las Vegas, y ganó 696 220 dólares. También jugó en High Stakes Poker 4° temporada y en la cuarta temporada del programa televisivo Poker After Dark. En las series mundiales de póquer (WSOP) del 2012 organizó el evento Big One for One Drop. Éste sería el evento con mayor entrada de la historia: 1 000 000 dólares, donde consiguió la 5ª posición.

### Filantropía
El 29 de octubre de 2007, Laliberté anunció, en presencia de Alberto II de Mónaco, Jeremy Hobbs, Director Ejecutivo de Oxfam International, y Gordon Nixon, Presidente y Director Ejecutivo de RBC Financial Group, el lanzamiento de la Fundación One Drop para combatir la pobreza mundial a través del acceso de agua potable para todo mundo. Inspirado en la experiencia creativa del Cirque du Soleil y su programa internacional para niños de la calle, Cirque du Monde, la Fundación One Drop hace uso de las artes circenses, folclor, teatro popular, música, danza y artes visuales para promover la educación, la participación ciudadana y la conciencia pública acerca del agua potable. Proyectos técnicos en países en vías de desarrollo mejora el acceso al agua, aseguran el abastecimiento de alimentos y promueven la equidad de género en comunidades.

## Premios y honores
- 1997 - Recibe la Orden Nacional de Quebec, la más alta distinción concedida por el Gobierno de Quebec.
- 2004 - Reconocido por la revista Time como una de las 100 personas más influyentes del mundo.
- 2004 - Recibe la Orden de Canadá, la orden civil canadiense de mayor rango.
- 2006 - Recibe el premio del Empresario Ernst & Young del año en sus tres niveles: Quebec, Canadá e Internacional.